# 天田益男
天田 益男（あまだ ますお、1958年1月20日 - ）は、日本の俳優、声優。兵庫県出身。青年座映画放送所属。

## 人物
東洋大学附属姫路高等学校、大阪芸術大学卒業。
黒澤明監督の映画『乱』でデビュー。1990年代からは声優としての活動を始める。
役者活動のほか、声優養成所・江古田エンターテイメントアカデミーで特別講師を務めている。
特技は柔道二段、乗馬。

## 出演
太字はメインキャラクター。

### テレビドラマ
- 泣いてたまるか（1986年、TBS）
- 火曜サスペンス劇場 五周年記念作品(3)誰かが見ている（1986年、日本テレビ） - マネージャー
- 知りすぎた女（1987年、日本テレビ）
- 新宿鮫シリーズ
- 美少女仮面ポワトリン（1990年、フジテレビ） - 松尾
- 刑事貴族2 第13話（1991年、日本テレビ）
- 豆腐屋直次郎の裏の顔 第9話「美人女医がささやく金庫破り」・第10話（最終回）「サヨナラ直ちゃん、愛してる」（1992年、朝日放送） - 田中秀人
- 家政婦は見た!11「いのちを張った好奇心、秋子が惚れた極道の危険な秘密」（1992年、テレビ朝日）
- 盲人探偵・松永礼太郎2「ピアニストを探せ」（1994年、日本テレビ）
- 鍵師2「ターゲットは史上最強の中国金庫!」（1994年、フジテレビ）
- 松本清張特別企画 父系の指（1995年、TBS）
- ビーファイターカブト（1996年、テレビ朝日） - BCムカデリンガーの声
- 剣客商売 第1シリーズ 第8話「嘘の皮」（1998年、フジテレビ） - 宗次
- 温泉へ行こう（1999年、TBS）
- 金田一耕助の傑作推理「トランプ台上の首」（2000年、TBS） - 松田膳作
- 検事・沢木正夫 殺意の分岐点（2004年、TBS） - 岩渕刑事
- 輪舞曲（2006年、TBS）
- 次郎長背負い富士（2006年、NHK） - 久六
- はみだし弁護士・巽志郎10「美人妻ストーカー殺人事件」（2006年、朝日放送）
- 女帝 第6話（2007年、朝日放送）
- 水戸黄門 第38部 第4話「人形一座に春が来た -淡路-」（2008年、TBS / C.A.L） - 富蔵
- 海賊戦隊ゴーカイジャー（2011年、テレビ朝日） - サラマンダムの声
- 私は代行屋!2 〜事件推理請負人〜 放火殺人の罠!? 老舗料亭の跡目を巡る骨肉の争い! ハイエナと呼ばれた女の復讐劇! 異母姉妹の幼き記憶が呼び覚ます愛憎の殺意（2013年、テレビ朝日） - 借金取りのヤクザ
- 地獄先生ぬ〜べ〜 第1話（2014年、日本テレビ） - 雲外鏡の声
- 動物戦隊ジュウオウジャー（2016年、テレビ朝日） - スモートロンの声[8]
- 魔進戦隊キラメイジャー（2020年、テレビ朝日） - インセキ邪面の声[9]

### 映画
- 難波金融伝・ミナミの帝王シリーズ（広瀬昇一）
- ロンド
- 乱（1985年）
- ベッドタイムアイズ（1987年） - 酔っ払い
- 敦煌（1988年）
- 大病人（1993年）
- 修羅がゆくシリーズ - 勝沼守
  - 修羅がゆく10 北陸代理決戦（1999年）
  - 修羅がゆく11 名古屋頂上戦争（2000年）
- 釣りバカ日誌16 浜崎は今日もダメだった♪♪（2005年、松竹）
- 釣りバカ日誌18 ハマちゃんスーさん瀬戸の約束（2007年、松竹）
- アフタースクール（2008年）
- ザ・マジックアワー（2008年、東宝） -『ゆべし』の取り巻き
- 母べえ（2008年）
- 容疑者Xの献身（2008年） - ガサ入れに遭ったカジノの客

### オリジナルビデオ
- 難波金融伝・ミナミの帝王シリーズ（広瀬昇一）
  - ミナミの帝王 ヤング編 金貸し萬田銀次郎

### 舞台
- 新・西遊記
- BENT

### テレビアニメ
1995年
- バーチャファイター（ブル）
- ルパン三世 ハリマオの財宝を追え!!（ゲーリング）

1996年
- 名探偵コナン（1996年 - 2024年、村沢周一、大鷹和洋、袴田正通、財津浮彦、西矢忠吾、間船昭、浜田幸成、ミスター・ノウズ、今津重夫、溝呂木剛、草野三郎、木俣重記 他）

1997年
- EAT-MAN（範ノワール）
- 剣風伝奇ベルセルク（1997年 - 1998年、ピピン）
- しましまとらのしまじろう（タヌキ、雪だるま）
- マッハGoGoGo（ブラック）
- ルパン三世 ワルサーP38（ホーク）

1998年
- 中華一番!（ロウコ、隊長）
- 超魔神英雄伝ワタル（オヤッサーン）
- デビルマンレディー（カメラマンA）
- トライガン（モネヴ・ザ・ゲイル）
- MASTERキートン（大学職員、犯人）
- LEGEND OF BASARA（月城）
- ロスト・ユニバース（隊長、ボス、UG幹部）

1999年
- アークザラッド（ダイン）
- 今、そこにいる僕（兵士）
- 人形草紙あやつり左近（岸川肇）
- ゴクドーくん漫遊記（左大臣）
- 週刊ストーリーランド（マイク、五助、悪人2）
- ∀ガンダム（隊長A）
- 風雲!戦国を駆ける武将 〜アニメ静岡県史〜（徳川家康）
- ワイルドアームズ トワイライトヴェノム（コリー）

2000年
- 風まかせ月影蘭
- ファーブル先生は名探偵（マレット社長）

2001年
- RAVE（フーア）
- チャンス〜トライアングルセッション〜（八重樫）

2002年
- Witch Hunter ROBIN（刑事）
- 東京アンダーグラウンド（溶）

2003年
- 獣兵衛忍風帖 龍宝玉篇（斬馬）
- 釣りバカ日誌（中条）

2004年
- 陰陽大戦記（2004年 - 2005年、霜花のライデン、邪宝船）
- かいけつゾロリ（ゾロリ城）
- 機動戦士ガンダムSEED DESTINY（司令官）
- DearS（校長先生、彦郎の父）
- 天上天下（運転手）
- NARUTO -ナルト-（マンダ）
- 爆裂天使（哲三）
- 遙かなる時空の中で-八葉抄-（盗賊）
- ポケットモンスター サイドストーリー（シルバー）
- MEZZO -メゾ-（田西）
- MONSTER（2004年 - 2005年、ガンツ刑事、マスター、男）
- レジェンズ 甦る竜王伝説（リチャード）

2005年
- 頭文字D Fourth Stage（ランエボVの男）
- BLACK CAT（ギャンザ）

2006年
- 攻殻機動隊 STAND ALONE COMPLEX Solid State Society（カ・ゲル）
- コードギアス 反逆のルルーシュ（草壁徐水）
- こてんこてんこ（エンマ大王）
- 蒼天の拳（張）
- 内閣権力犯罪強制取締官 財前丈太郎（毒島講児）
- ブラック・ジャック（柄の悪い男）

2007年
- あたしンち（カメラマン）
- おじゃる丸（ケーキ屋）
- 結界師（アニキ）
- 精霊の守り人（大男）
- BLEACH（アランカルもどき）
- MOONLIGHT MILE 2ndシーズン -Touch down-（アボット）

2008年
- ゴルゴ13（デッドマン）
- BLASSREITER（フランク・コーハイム）

2009年
- 蒼天航路（顔良）
- テガミバチ（2009年 - 2011年、ゴベーニ） - 2シリーズ
- NARUTO -ナルト- 疾風伝（マンダ）
- 鋼の錬金術師 FULLMETAL ALCHEMIST（2009年 - 2010年、ダリウス、エジソン）

2010年
- 一騎当千 XTREME XECUTOR（木鹿大王）
- SDガンダム三国伝 Brave Battle Warriors（周倉ドーベンウルフ）
- COBRA THE ANIMATION（ジャック）
- 聖痕のクェイサー（クロア）
- HEROMAN（ギャングA）
- みつどもえ（2010年 - 2011年、丸井草次郎、皇帝） - 2シリーズ

2011年
- ドラえもん（テレビ朝日版第2期）（2011年 - 2023年、男A、キョーボー、ジャイアンのおじさん、雪男）

2012年
- トータル・イクリプス（クラウス・ハルトウィック）
- バトルスピリッツ ソードアイズ（カナチ）
- ONE PIECE（2012年 - 2021年、ラオチュータン、クロッカス〈2代目〉）

2013年
- 幻影ヲ駆ケル太陽（白金弥太郎）
- ドキドキ!プリキュア（グーラ、中年男性、通行人、若者）
- 凪のあすから（先島灯）
- 幕末義人伝 浪漫（西郷）
- まおゆう魔王勇者（傭兵隊長）

2014年
- 白銀の意思 アルジェヴォルン（カゲヤマ・ユズル）
- 神撃のバハムート GENESIS（アモン）
- ばらかもん（村人）
- ヒーローバンク（底尾アゲオ）
- RAIL WARS!（成田哲也）

2015年
- 学戦都市アスタリスク（店主）
- GATE 自衛隊 彼の地にて、斯く戦えり（デュラン）
- 櫻子さんの足下には死体が埋まっている（正太郎の祖父）
- デュラララ!!×2 転（組長）

2016年
- アクティヴレイド -機動強襲室第八係-（代議士）
- ジョジョの奇妙な冒険 ダイヤモンドは砕けない（男）
- TRICKSTER -江戸川乱歩「少年探偵団」より-（小坂源太）
- 91Days（ガンゾ）
- 七つの大罪 聖戦の予兆（ハウザー父）
- パズドラクロス（サタン）
- バトルスピリッツ ダブルドライブ（カシラー）
- 文豪ストレイドッグス（壮年の男）

2017年
- キラキラ☆プリキュアアラモード（シュガー店主）
- 信長の忍び（2017年 - 2018年、山崎吉家） - 2シリーズ
- マーベル フューチャー・アベンジャーズ（ブルショフ将軍）
- わしも（江戸ざえもん）

2018年
- 覇穹 封神演義（黄滾）
- キリングバイツ（角供雅）
- デスマーチからはじまる異世界狂想曲（ゼン）
- グラゼニ（安田） - 2シリーズ
- 鹿楓堂よついろ日和（野中泰史）
- グランクレスト戦記（ノルド王エーリク）
- ハイスクールD×D HERO（ハーデス）
- レイトン ミステリー探偵社 〜カトリーのナゾトキファイル〜（ハーパー・チャンプル）
- 京都寺町三条のホームズ（斎藤右近）

2019年
- おしりたんてい（リザードプロレス代表）

2020年
- パズドラ（2020年 - 2022年、アキ〈おじさん〉、パクー長）

2021年
- 平穏世代の韋駄天達（ネプト）

2022年
- ヴァニタスの手記（ジャン＝ジャックの父）

2023年
- とんでもスキルで異世界放浪メシ（ラモン）
- 真・進化の実〜知らないうちに勝ち組人生〜（アルフ王）
- 『ヒプノシスマイク-Division Rap Battle-』Rhyme Anima +（風呂井戸宙二）

2025年
- カラオケ行こ!（聡実の父、元塾講師）

### 劇場アニメ
2001年
- カウボーイビバップ 天国の扉（強盗A）

2002年
- アテルイ（キャラバンの頭）

2004年
- 機動戦士ガンダム MS IGLOO 1年戦争秘録（デメジエール・ソンネン）

2006年
- 真救世主伝説 北斗の拳 ラオウ伝 殉愛の章（冥王）

2010年
- 名探偵コナン 天空の難破船（テロリスト）

2013年
- 名探偵コナン 絶海の探偵（宗川勉）

2016年
- CYBORG009 CALL OF JUSTICE（ピョートル・マキシモフ）

2017年
- LUPIN THE IIIRD 血煙の石川五ェ門（西郷弟）

2018年
- 劇場版 七つの大罪 天空の囚われ人（デロッキオ）

2019年
- パンドラとアクビ 前編 荒野の銃撃戦（ブライキング・ボス）
- 映画 爆釣バーハンター 謎のバーコードトライアングル!爆釣れ!神海魚ポセイドン（神海魚ポセイドン）

2021年
- 宇宙戦艦ヤマト2205 新たなる旅立ち（デーダー）

### OVA
1998年
- ジオブリーダーズ（官僚）
- 支配者の黄昏 TWILIGHT OF THE DARK MASTER（木崎）
- 魔界転生（宝蔵院胤瞬）

2001年
- アニメーション制作進行くろみちゃん（都下原悠、酔っ払いB）

2004年
- 大YAMATO零号（グァンガー）

2007年
- 頭文字D BATTLE STAGE 2（黒悪）

2011年
- SUPERNATURAL: THE ANIMATION（店主）

2021年
- ダンジョンに出会いを求めるのは間違っているだろうかIII OVA オラリオに温泉を求めるのは間違っているだろうか （ディアンケヒト）

### Webアニメ
- ケンガンアシュラ（2019年、禍谷重蔵[23]） - 2シリーズ
- 鎮西八郎為朝（2021年、加藤景廉）
- LUPIN ZERO（2022年、フジオカ）
- 範馬刃牙（2023年、北澤俊男）

### ラジオドラマ
- 青春アドベンチャー（NHK-FM）
  - 『謙信サマは今日も気まぐれ』（2025年5月12日 - 23日）[24] - 今西教授、ゴカイシデン 役

### ゲーム
2000年
- 建設重機喧嘩バトル ぶちギレ金剛!!（郷田勉蔵）
- スパイロ×スパークス トンでもツアーズ（マネーバッグ）

2001年
- ファイナルファンタジーX（ジェクト）

2002年
- ぼくのなつやすみ2 海の冒険篇（おじちゃん）
- ルパン三世 魔術王の遺産（シクスト・カール）

2003年
- オペレーターズサイド（八目田隊長）
- ファイナルファンタジーX-2（ジェクト）

2004年
- トゥルー・クライム（ビッグ・チョン）
- ベルセルク 千年帝国の鷹編 聖魔戦記の章（ピピン）

2005年
- サモンナイトエクステーゼ 夜明けの翼（エグゼナ）
- 天外魔境III NAMIDA（鬼大将）

2006年
- 頭文字D STREET STAGE（ランエボVの男）
- 龍が如く2（郷田仁）

2007年
- SDガンダム GGENERATION（2007年 - 2025年、デメジエール・ソンネン、アルバロ・ペドロ） - 3作品

2008年
- カドゥケウス ニューブラッド（ジャスティン・エヴェレット）
- 機動戦士ガンダム ギレンの野望 アクシズの脅威（デメジエール・ソンネン）
- KANE&LYNCH: DEAD MEN（カルロス）
- DISSIDIA FINAL FANTASY（ジェクト）

2009年
- ディシディア ファイナルファンタジー ユニバーサルチューニング（ジェクト〈日本語版〉）

2010年
- 機動戦士ガンダム エクストリームバーサス（2010年 - 2016年、デメジエール・ソンネン） - 4作品
- ModNation 無限のカート王国（リチャードおじさん）

2011年
- 海賊戦隊ゴーカイジャー あつめて変身!35戦隊!（サラマンダム）
- 機動戦士ガンダム 新ギレンの野望（デメジエール・ソンネン）
- スライ・クーパー コレクション（マグショット）
- ディシディア デュオデシム ファイナルファンタジー（ジェクト）

2013年
- God of War Ascension
- マブラヴ オルタネイティヴ トータル・イクリプス（クラウス・ハルトウィック大佐）

2016年
- グランブルーファンタジー（サンザ）

2017年
- 龍が如く 極2（郷田仁）

2018年
- 機動戦士ガンダム エクストリームバーサス2（2018年 - 2025年、デメジエール・ソンネン） - 4作品
- ディシディア ファイナルファンタジー NT（ジェクト）

2022年
- 鋼の錬金術師 MOBILE（ダリウス）
- コードギアス 反逆のルルーシュ ロストストーリーズ

2023年
- Wo Long:Fallen Dynasty（孫堅）
- ドラゴンクエストモンスターズ3 魔族の王子とエルフの旅（ヘルバトラー）

### ドラマCD
- E'S（部下の男）
- 俺たちのステップ（葬儀屋の社長）
- 風まかせ月影蘭 CDシネマ（天田権左衛門）
- マクロス・ジェネレーション（ボスダー）
- みつどもえ 伝説のはじまり（丸井草次郎）

### 吹き替え

#### 担当俳優
ダニー・トレホ
- クロス・ウォーズ（ムエルテ）
- トリプルX（エル・ジェフ）※ソフト版
- リプレイスメント・キラー（コリンズ）

ドナル・ローグ
- 悪魔のような女（ビデオカメラマン）
- シャーク・ナイト（グレッグ・セイビン保安官）
- デッド・レイン（パット・ダフィ）

マイケル・チクリス
- ファンタスティック・フォー 超能力ユニット（ベン・グリム / ザ・シング）※ソフト版
- ファンタスティック・フォー:銀河の危機（ベン・グリム / ザ・シング）
- VEGAS/ベガス（ヴィンセント・サヴィーノ）

マイケル・リスポリ
- サブウェイ123 激突（ジョン・ジョンソン）
- ラウンダーズ（グランマ）
- ラム・ダイアリー（ボブ・サーラ）

ルイス・ガスマン
- ウェルカム・トゥ・コリンウッド（コジモ）
- トラフィック（レイ・カストロ）
- マクベイン（バロン）※日本テレビ版
- 夢駆ける馬ドリーマー（バロン）

#### 映画（吹き替え）
- アート・オブ・ウォー ※テレビ朝日版
- アート・オブ・ウォー2（マザー / ダニエル・モーリス・クレメンツ、将軍）
- 愛についてのキンゼイ・レポート（サーマン・ライス〈ティム・カリー〉）
- 愛のエチュード（仕立て屋）
- アウト・オブ・サイト（ボブ〈キース・ロネカー〉）※ソフト版
- 青いドレスの女
- アナザー プラネット（リチャード・ベレンゼン）
- あのころ僕らは（浮浪者〈イーサン・サプリー〉）
- アポロ13（ギュンター・ヴェント）※ソフト版
- 甘い人生
- アメリカン・パロディ・シアター（B.B.キング、スラッピー・ホワイト、医師〈ポール・バーテル〉）
- アモーレス・ペロス（マウリシオ）
- アルマゲドン（サモア人）※フジテレビ版
- アルマゲドン2008（ハリス〈ドン・ウォーリントン〉）
- アレキサンダー（ネアルコス、レスリングのトレーナー〈ブライアン・ブレスド〉）
- アローン・イン・ザ・ダークII（ボイル〈ラルフ・メラー〉）
- 暗殺者 ※ソフト版
- アントワン・フィッシャー きみの帰る場所（ポーク・チョップ〈レナード・アール・ハウズ〉）
- 移動都市/モータル・エンジン（スティグウッド〈マーク・ハドロウ〉[29]）
- 愛しのローズマリー（医師）
- イレイザー（トニー・トゥートーズ〈ジョー・ヴィテレリ〉）※ソフト版
- インファナル・アンフェア 無間笑（トン〈ケン・トン〉）
- インフェルノ（ミルサット〈メフメット・エルゲン〉）
- ヴァン・ダム IN コヨーテ ※テレビ東京版
- ウェス・クレイヴンズ ウィッシュマスター（ミッキー・トレリ〈ジョセフ・ピラトー〉、警備員〈ケイン・ホッダー〉）
- ヴェロシティ・ラン
- URAMI 〜怨み〜（トム・バートラム）
- エア・マーシャル（イライジャ〈イーライ・ダンカー〉）
- 8 Mile（マニー）
- エイリアン2 ※テレビ朝日デジタルリマスター版
- エイリアン3 ※テレビ朝日版
- エイリアンVSエイリアン（ギャリソン）
- エグザム（試験監督）
- X-MEN（セイバートゥース〈タイラー・メイン〉）※ソフト版
  - デッドプール&ウルヴァリン[30]
- エニイ・ギブン・サンデー（ジュリアン・ワシントン〈LL・クール・J〉）※ソフト版
- エネミー・ライン（ペトロビッチ将軍）※フジテレビ版
- F/X2 イリュージョンの逆転
- LAPD 処刑分署（スチュアート・スティール〈チャールズ・ダーニング〉）
- エンド・オブ・トゥモロー（テレル〈トリート・ウィリアムズ〉）
- オーシャン・オブ・ファイヤー（アジズ〈アダム・アレクシ＝モール〉）
- オーシャンズ11 ※ソフト版
- オーバーボード（ボビー）
- オールド・ドッグ（ジミー・ランチボックス〈バーニー・マック〉）
- 狼よさらば 地獄のリベンジャー（フランキー）
- オクトパス IN N.Y.（ニック・ハートフィールド）
- ガーディアンズ・オブ・ギャラクシー:VOLUME 3[31]（ブリートゥルスノート）
- カクタス・ジャック（アビロ・ドミンゲス）
- カジノ（ヴィンセント・ボレリ）
- ガン&スピリット（ビリー〈サミ・ダール〉）
- 監獄島（エヴァン・マクスターリー〈ヴィニー・ジョーンズ〉）
- カンフー・プリンセス・ウェンディー・ウー（アル）
- キャスパー（ファッツォ、ロドニー・デンジャーフィールド）※DVD・BD版
- キャンディマン
- 恐怖の報酬（ルイージ〈フォルコ・ルリ〉）※テレビ東京版
- キリング・ミー・ソフトリー（クラウス〈ウルリク・トムセン〉）※ソフト版
- キル・ブル 最強おバカ伝説（ミスター・ハンジャギ）
- クラッシュ（コリン・シーグレイヴ）
- クリーブランド監禁事件 少女たちの悲鳴（アリエル・カストロ〈レイモンド・クルス〉）
- グリマーマン（検死官）※ソフト版
- クリミナル（ロン）
- クルックリン（ウッディ・カーマイケル〈デルロイ・リンドー〉）
- クロウ/飛翔伝説（Tバード〈デヴィッド・パトリック・ケリー〉）※テレビ東京版
- ケーブルガイ
- 撃鉄 GEKITETZ ワルシャワの標的
- ゲット・ショーティ（ベア〈ジェームズ・ガンドルフィーニ〉）
- ゴージャス
- コードネーム・イーグル（アンドリュー・ピアーズ中尉）
- コットンクラブ（クレイ・ウィリアムズ、モンク〈エド・オロス〉）※ソフト版
- コップランド ※日本テレビ版
- コヨーテ・アグリー（ルー、ピート〈ヴィクター・アルゴ〉）
- コレクター（ジョン・サンプソン〈ビル・ナン〉）※テレビ朝日版
- コロンブス
- 最凶家族計画（ジェームス〈シャイ・マクブライド〉）
- 最'狂'絶叫計画（ファット・ジョー）
- サイダーハウス・ルール
- サウンド・オブ・サイレンス（ガルシア〈ダニエル・カッシュ〉）※テレビ朝日版
- サウンド・オブ・サンダー（ジョン・ウォーレンベック〈アーミン・ローデ〉）
- ザ・グリード（ヴィーヴォ〈ジャイモン・フンスー〉）※ソフト版
- 砂塵（バグス・ワトソン）※ソフト版
- 殺人核弾頭キングコブラ（ジミー・チェン〈ジョー・サン〉）
- 殺人療法2（ハリー）
- ザ・テロリスト 少女戦士マッリ（ペルマール）
- ザ・バイス/潜入捜査官（リンキン）
- ザ・ビーチ ※日本テレビ版
- サルサ!（バルバロ）
- ザ・ロック（ウィリアム・ダロウ大尉〈トニー・トッド〉）※ソフト版
- シー・ノー・イーヴル 肉鉤のいけにえ（ジェイコブ〈ケイン〉）
- ジェームズ・キャメロンのタイタニックの秘密（ルイス・アバナシー）
- JM
- ジェネックス・コップ2（リー警部〈ヴィンセント・コク〉、アクメド）
- シックス・デイ（ビンセント〈テリー・クルーズ〉）※ソフト版
- ジャーヘッド（サイクス三等軍曹〈ジェイミー・フォックス〉）
- ジャケット（デイモン）
- ジャッカル ※日本テレビ版
- ジャッキー・コーガン（ミッキー〈ジェームズ・ガンドルフィーニ〉）
- ジャック・メスリーヌ フランスで社会の敵No.1と呼ばれた男（ポール〈ジル・ルルーシュ〉）
- シャドー ※テレビ朝日版
- 上海から来た女（ジェイク・ビョルンソン）
- シューティング・フィッシュ（Mr.レイ〈ラルフ・アイネソン〉）
- ショーガール（ジャック）
- 少林サッカー（リーダー〈ヴィンセント・コク〉）※日本公開版
- 処刑人（ヴィンチェンツォ・リパッツィ〈ロン・ジェレミー〉）
- 新宿インシデント（クェイ〈ラム・シュー〉）
- スーパーエージェント 美女奪還大作戦!!（ボス〈アルベルト・マルティン〉）
- スガラムルディの魔女（アルフォンソ・カルヴォ警部）
- スコーピオン・キング3（オラフ〈ボスティン・クリストファー〉）
- スター・ウォーズ エピソード4/新たなる希望 ※日本テレビ版特別篇
- スタスキー&ハッチ（レオン）
- スナイパー（ジョージ・マカニス）
- スナッチ（タイロン）※ソフト版
- スペシャリスト（チャーリー）※テレビ朝日版
- スモーキング・ハイ
- スモール・ソルジャーズ（キップ・キリガン）※VHS版
- スライサー（ハドリー・ワトソン）
- スリー・キングス（チーフ・エルジン〈アイス・キューブ〉）※ソフト版
- スリー・リバーズ（フレッド・ハーディ〈トム・アトキンス〉、シド）※フジテレビ版
- セイビング・ジェシカ・リンチ（グレッグ・リンチ）
- 西部戦線異状なし（カチンスキー〈ルイス・ウォルハイム〉）※BD版
- セブン ※テレビ東京版
- セルラー（ディーソン〈マット・マッコーム〉）※ソフト版
- ソルジャー ※フジテレビ版
- THE SALTON SEA ソルトン・シー（アル・ガーセッティ〈アンソニー・ラパーリア〉）
- ダークマン（リムジン運転手〈ウィリアム・ディア〉）※テレビ朝日版
- 太陽の雫（アンセルミ）
- 奪還 DAKKAN -アルカトラズ-（リトル・ジョー〈マイケル・“ベアー”・タリフェロ〉）
- ダニー・ザ・ドッグ（ジョージー〈テイマー・ハッサン〉）※ソフト版
- 007 スカイフォール（フロアマネージャー）
- ダブル・インパクト（ムーン〈ヤン・スエ〉）※日本テレビ版
- ダブル・テイク（ジュニア・バーンズ〈ブレント・ブリスコー〉）
- ため息つかせて（トロイ〈ミケルティ・ウィリアムソン〉）
- ダンス・ウィズ・ウルブズ ※日本テレビ版
- チャーリーズ・エンジェル ※テレビ朝日版
- チョコレート・ファイター（ナンバー8〈ポンパット・ワチラバンジョン〉）
- チンパンジー・ジェニー（フランク）
- 沈黙の断崖（ピンプル〈スコット・L・シュワルツ〉）
- 沈黙の標的（サイ・ロー）
- 沈黙の報復（レジー・B〈サム・プレザント〉）
- デーヴ（デュエイン・スティーヴンソン〈ヴィング・レイムス〉）※テレビ朝日版
- デーモン・ナイト（ウォーリー・エンフィールド〈チャールズ・フライシャー〉）
- D.N.A./ドクター・モローの島（アサシモン〈ピーター・エリオット〉）※テレビ朝日版
- デイ・オブ・ザ・ディシジョン3（マトス将軍〈バス・ルッテン〉）
- ディス・イズ・ジ・エンド 俺たちハリウッドスターの最凶最期の日（クレイグ・ロビンソン）
- ディスクロージャー（モハメッド・ジャファー）※ソフト版
- 鉄拳高 同級生はケンカ王（タイガー、校長先生）
- テッセラクト（ホテルのオーナー）
- デトネーター ※テレビ東京版
- DENGEKI 電撃（ユーセルディンガー〈マシュー・G・テイラー〉）※ソフト版
- デンバーに死す時（イージー・ウィンド〈ビル・ナン〉）
- DOOM（デューク〈ラズ・アドティ〉）
- トゥームストーン（シャーマン・マクマスターズ〈マイケル・ルーカー〉）
- ドクター・ドリトル2（ポッサム〈アイザック・ヘイズ〉）※テレビ朝日版
- ドライブ・ハード（スミス主任警部）
- 鳥（リーカー〈トマス・マインハルト〉）
- トレジャー・ハンターズ/進め!笑撃冒険王（デニス〈アブラハム・ベンルービ〉）
- トロン: レガシー（警備員）
- ナイト ミュージアム2（タスキーギ航空大尉〈クレイグ・ロビンソン〉）
- ナショナル・トレジャー
- 25年目のキス（ジョージ〈クレス・ウィリアムズ〉）
- ネイビー・フォース/テロリスト壊滅作戦
- ネットフォース（サルヴァトーレ・ウガッツォ）※NHK版
- ネバー・サレンダー 肉弾凶器（ビリー〈ジェフ・チェイス〉）※テレビ東京版
- ネバダ・スミス（ビル〈アーサー・ケネディ〉）※ソフト版
- バーティカル・リミット（アリ〈アリスター・ブラウニング〉）※テレビ朝日版
- ハードジャッカー/標高10,000フィートの死闘!（レックス〈スコット・マクニール〉）※VHS版
- ハード・トゥ・ダイ（マイルズ）
- バーバー
- ハーモニーベイの夜明け（ブルート〈ポール・ベイツ〉）
- バイオレンス・コップ/復讐計画（タン）
- HIGHJACK ハイジャック（シラス・ヤンセン〈ウィリアム・フォーサイス〉）
- ハイスクール・ミュージカル/ザ・ムービー（ライリー）
- ハイランダー/最終戦士（ウィンストン）
- ハイロー・カントリー（デルフィーノ・モンドラゴン〈ジェイコブ・バルガス〉）
- ハウスゲスト/あんただ〜れ?（ハッピー）
- バッド・ティーチャー（ラッセル・ゲティス〈ジェイソン・シーゲル〉）
- バッドボーイズ ※ソフト版
- バットマン リターンズ ※ソフト版
- バットマン フォーエヴァー（幹部社員〈マイケル・ポール・チャン〉）※ソフト版
- パディントン2（Tボーン〈トム・デイヴィス〉）
- バトル・オーシャン 海上決戦（脇坂安治〈チョ・ジヌン〉）
- バニシング・ヒーロー ※テレビ東京版
- パブリック・エネミーズ（ハリー・“ピート”・ピアポント〈デビッド・ウェナム〉）
- バンク・ジョブ（マイケルX）
- ハンコック（囚人）
- バンデットQ（ウォーリー）※追加収録部分
- ビッグ・ヒット（クランチ〈ボキーム・ウッドバイン〉）
- 羊たちの沈黙（ペンブリー巡査部長）※DVD・BD版
- 人質奪還 アラブテロVSアメリカ特殊部隊（ベア）
- ヒトラー 〜最期の12日間〜（アルフレート・ヨードル上級大将〈クリスチャン・レドル〉、テラーマン親衛隊大将）
- ビフォア・ミッドナイト（ステファノス）
- ビロウ（ウォーリー〈ザック・ガリフィアナキス〉）※ソフト版
- ファングルフ/月と心臓 ※ソフト版
- 15ミニッツ（オレグ〈オレッグ・タクタロフ〉）※ソフト版
- フィラデルフィア（ロジャー・レアード〈ロジャー・コーマン〉、アームブルスター医師）
- フォレスト・ガンプ/一期一会（ディック・カベット）※ソフト版
- フライト・デスティネーション（クイン〈ガーウィン・サンフォード〉）
- ブラザーズ・グリム（バンスト〈リチャード・ライディングス〉）
- ブラック・ソルジャー（エムリヒ〈ゲイリー・ハドソン〉）
- ブラック・フライデー（グレン〈ジャド・ネルソン〉）
- ブラックマスク2（ソーン〈タイラー・メイン〉、イグアナ〈アンドリュー・ブリニアースキー〉）
- ブラッディ・バレンタイン3D（レッド）
- フラッド（ハンク〈ウェイン・デュヴァル〉）※日本テレビ版
- プリズン・フリーク（バリー〈シャイ・マクブライド〉）
- ブルー・イグアナの夜（ボビー）
- ブルース・ブラザース2000（スティーヴ・クロッパー）
- プルーフ・オブ・ライフ（アルトゥーロ・フェルナンデス）
- ブルドッグ（タイ・フロスト〈スティーヴ・イースティン〉）※ソフト版
- ブレア・ウィッチ・プロジェクト
- ブレイド2（チュバ〈マット・シュルツ〉）※テレビ東京版
- ブレイド3（ヴァンパイアに成りすまして殺される人間、デックス）※テレビ東京版
- プレデター2 ※テレビ朝日版
- ブロンクス 破滅の銃声（デレク〈ジェフリー・ライト〉）
- ベートーベン3（ブラック・バート）
- ホールド・オン・ミー[32]
- ポイント45（アル〈アンガス・マクファーデン〉）
- 暴走特急（ライバックのコック）※ソフト版
- ぼくとアールと彼女のさよなら（マッカーシー〈ジョン・バーンサル〉）
- ぼくとボビーの大逆転（セシル・ジョンソン〈ロナルド・ピックアップ〉）
- ボクとマウミの物語（ヒョクピル〈ソン・ドンイル〉）
- ボディ・フォー・セル（マイバッハ）
- 炎のメモリアル
- ホビット 竜に奪われた王国（ナルザグ〈ベン・ミッチェル〉）
- ホワイト・バレット（刑事ファット〈ラム・シュー〉）
- マーキュリー・ライジング（ステイズ〈ピーター・ストーメア〉、エドガー・ハルストロム〈リチャード・リール〉）※ソフト版
- マイアミ・バイス（リカルド・タブス〈ジェイミー・フォックス〉）※ソフト版
- マイ・ガール ※テレビ朝日版
- マイ・ボディガード（ホルヘ・ゴンザレス）※ソフト版
- マキシマム・リスク（ユーリ）※ソフト版
- マグダレンの祈り（フィッツロイ神父〈ダニエル・コステロ〉、ドーニガン神父）
- マスク（ボビー〈ジェレミー・ロバーツ〉）※日本テレビ版
- マッドマックス2（メカニック）※テレビ朝日版
- マリン・クラッシュ（ジム〈マックスウェル・コールフィールド〉）
- ミステリー・メン（トニー・P〈エディー・イザード〉、ビッグ・レッド、ラジオマン）
- ミッション:インポッシブル/ゴースト・プロトコル（ブリッジ・ナス〈アニル・カプール〉）
- ミッション: 8ミニッツ
- ミラーズ2（ピックリリー刑事〈ウェイン・ペレ〉）
- メジャーリーグ3（カルロス・リストン）
- メデューサ（チェン）
- モ'・ベター・ブルース（シャドウ・ヘンダーソン〈ウェズリー・スナイプス〉）
- モンキーキング 西遊記
- 山猫は眠らない
- 山猫は眠らない3 決別の照準（ララビー大尉）※ソフト版
- ヤングマスター 師弟出馬（ブル〈ファン・ムイサン〉[33]）※ソフト版
- U.S.ソルジャーズ（リム軍曹）
- ユー・ガット・サーブド（エメラルド）
- ユー・ガット・メール（チャーリー〈マイケル・バダルコ〉）※ソフト版
- ユージュアル・サスペクツ（フェンスター〈ベニチオ・デル・トロ〉）※テレビ東京版
- ユニバーサル・ソルジャー（ソルジャー、ハンク）※テレビ朝日版
- ユニバーサル・ソルジャーIII（スカリー〈フィリップ・ウィリアムス〉）
- 48時間PART2/帰って来たふたり ※日本テレビ版
- ライトニング・フォース[32]
- ラスト・ボーイスカウト（路地裏の殺し屋）※フジテレビ版
- ランダウン ロッキング・ザ・アマゾン ※テレビ東京版
- ランボー（ヘリパイロット）※テレビ朝日版
- ランボー3/怒りのアフガン（スティックファイター）※テレビ朝日版
- ランボー/最後の戦場（エン・ジョー〈ティム・カン〉）※テレビ東京版
- リアル（チョ・ウォングン〈ソン・ドンイル〉）
- リトル・ダンサー（ジョージ・ワトソン〈マイク・エリオット〉、トム・ウィルキンソン）※DVD版
- リトル・ビッグ・フィールド（ブラックアウト〈アニマル・レスリー〉）
- リプレイスメント（ジャマール・ジャクソン〈フェイゾン・ラブ〉）
- リベンジ（ロボ）
- 理由（マクネア弁護士〈ネッド・ビーティ〉）※ソフト版
- リンカーン/秘密の書[34]
- ルディ・レイ・ムーア（ベン・テイラー〈クレイグ・ロビンソン〉）
- Ray/レイ（ゴッシー・マッギー〈テレンス・ハワード〉）
- 霊幻少女 帰ってきたテンテン
- レイヤー・ケーキ
- レオン 完全版（マチルダの父〈マイケル・バダルコ〉）※完全版新録
- レジェンド・オブ・ダンジョン（サーグッド〈ロディ・パイパー〉）
- レジェンド・オブ・ドゥーム（ブレイド〈アンドリュー・ブリニアースキー〉）
- レバノン（無線の声A）
- LOGAN/ローガン（ウィル・マンソン〈エリク・ラ・サル〉）
- ロード・トゥ・パーディション（フランク〈ケヴィン・チャンバーリン〉）
- ローマの休日[32]
- ロマンシング・アドベンチャー/キング・ソロモンの秘宝（ドルフマン）※テレビ東京版
- ワイアット・アープ（フランク・スティルウェル、ダッチ・ワイリー）※ソフト版
- ワイルドシングス（ウォルター、ジョージ）※テレビ朝日版
- ワイルド・スピード（ヘクター〈ノエル・グーリーエミー〉）※ソフト版
- ワイルド・レーサー3（レジェンド）
- ワンダー・ボーイズ（クエンティン・モアウッド〈リップ・トーン〉）

#### ドラマ
- iCarly
- アグリー・ベティ（オーシ〈光武蔵人〉）
- アリー my Love シーズン3（マシュー）
- ER IV 緊急救命室（ロジャー・マクグラス〈ヴォンディ・カーティス＝ホール〉）
- イ・サン（ミン・ジュシク〈チョン・ホグン〉）
- 偉大なる家族[32]
- エージェント・オブ・シールド シーズン2、3（クロプスキー、デュヴァル捜査官）
- NCIS:LA 〜極秘潜入捜査班（ジュン・リー〈ツィ・マー〉）
- NCIS: ニューオーリンズ シーズン1 #16（ブル・コスティガン〈ジョン・“アイズ”・トーマス〉）
- NCIS 〜ネイビー犯罪捜査班（デルフィン・アバカ）
- おまかせアレックス（デーブ・ワット〈ジョン・ニールセン〉）
- 騎馬警官（マリアの夫）
- キャッスル 〜ミステリー作家は事件がお好き シーズン6 #18（サイトウ・ミチオ〈ロン・ユアン〉）
- クリミナル・マインド FBI行動分析課
  - シーズン4 （ルーカス）
  - シーズン6 #14（スティーヴ〈ブラッド・ウィリアム・ヘンケ〉）
  - シーズン8（トーリー・チャップマン）
- クリミナル・マインド 国際捜査班 #10（ヤジー・ズワン准将〈ミケルティ・ウィリアムソン〉）
- GRIMM/グリム シーズン4 #3（スタン・キングストン〈ロン・カナダ〉）
- クローザー6 #6
- ゲーム・オブ・スローンズ（ランディル・ターリー公〈ジェームズ・フォークナー〉）
- ゲームシェイカーズ（バニー〈バッバ・ガンター〉）
- 刑事ナッシュ・ブリッジス（リック・ベティーナ〈ダニエル・ローバック〉）、（ボキーム、シーザー、エラディオ・ドミンゲス、ウパル 他）
- 刑事マルティン・ベック バルコニーの男（カール・イングマション）
- コールドケース #17
- 項羽と劉邦 King's War（王離〈ソン・ライユン〉）
- ザ・コマンド（トーリャ）
- ザ・シールド ルール無用の警察バッジ（アントウォン・ミッチェル〈アンソニー・アンダーソン〉）
- ザ・ハンガー シーズン1 #15（エッセン）
- ザ・ホワイトハウス4（キャップ〈ジョエル・ガーランド〉）
- 三国志（張飛）
- 三国志 Three Kingdoms（張飛）
- サンタバーバラ（ウォーレン）
- CSI:ニューヨーク（ディスコ・プラシッド）
- CSI:マイアミ7 #9（レジー・マスター刑事〈マリク・ヨバ〉）
- シティーハンター in Seoul（ペ・シクチュン〈キム・サンホ〉）
- シャーロック・ホームズの冒険 マザランの宝石
- 私立探偵ハリー[32]
- 新スーパーマン（所長〈クライド・クサツ〉）
- スティーブン・キングの悪魔の嵐（ファード・アンドリュース〈アダム・ルフェーヴル〉、アプトン・ベル）※NHK版
- Sense8/センス8（サイラス・カバカ〈ピーター・キング・ツィオーキ〉）
- 戦争と平和
- ダークエンジェル（ダン・ボゲルサング）※ソフト版
  - シーズン1 #9（タコマ・ブリード）※ソフト版
- タイムマシーンにお願い[32]
- チャームド 〜魔女3姉妹〜（バルバス〈ビリー・ドラゴ〉）
- チャーリー・ジェイド（カール・ルビンスキー〈タイロン・ベンスキン〉）
- 朱蒙（ペマン〈シン・ジュニョン〉）
- デスパレートな妻たち7（アラン）
- ドールハウス Dollhouse シーズン2 #7（ランド保安官〈グレン・モーシャワー〉）
- 24 -TWENTY FOUR- シーズン6（アナトリ・マルコフ〈ジョン・ノーブル〉）
- ナイトライダー NEXT（エステバン・バイア〈ベンジャミン・ベニテス〉）
- のだめカンタービレ〜ネイル カンタービレ（ト・ガンジェ〈イ・ビョンジュン〉）
- PERSON of INTEREST 犯罪予知ユニット（ライオネル・ファスコ刑事〈ケヴィン・チャップマン〉[35]）
- バーン・ノーティス 元スパイの逆襲 #1 #2（ヴィンセント〈チャンス・ケリー〉）
- バビロン5（ジェイソン・アイアンハート〈ウィリアム・アレン・ヤング〉、ラージ上等兵〈ケン・フォリー〉）
- ハリーズ・ロー 裏通り法律事務所（ミゲル・マルティネス〈ギレルモ・ディアス〉）
- パワーレンジャー（ジーニー〈トム・ワイナー〉）
- HAWAII FIVE-0
  - シーズン3 #6（ニッキー・ボヴァ / パンク〈ジェレミー・ルーク〉）
  - シーズン5 #24（リッチー・マロイ〈ブラッド・ウィリアム・ヘンケ〉）
- FARGO/ファーゴ（スタヴロス・マイロス〈オリヴァー・プラット〉）
- ふたりは最高!ダーマ&グレッグ
  - シーズン3 #2（アンソニー）、#23（アル）
  - シーズン4 #13（ローランド・ホール）
- ブラック・ミラー シーズン4（ロロ・ヘインズ〈ダグラス・ホッジ〉）
- プラハの恋人
- ブラフマン・ナーマン〜性春のファイナルアンサー〜（ヘンリー）
- フルハウス（レナード）
- ヘラクレス 選ばれし勇者の伝説（アンタイオス〈タイラー・メイン〉）
- ボードウォーク・エンパイア 欲望の街
- ミステリー・グースバンプス（ミイラ〈ピーター・ジャービス〉）
- ミステリアス・アイランド（スティーブンス）
- 名探偵ダウリング神父[32]
- 名探偵モンク3（ビンス）
- 名探偵モンク6、7（ジョーイ・クレンショー〈デヴィッド・ケックナー〉）
- Major Crimes 〜重大犯罪課
- THE MENTALIST/メンタリスト
  - シーズン3 #5（ホルウェル〈ジム・ビーヴァー〉）
  - シーズン3 #21（アールズ看守長〈クリフトン・パウエル〉）
- 愉快なシーバー家（ロイド）
- ラスベガス（ブライアン・カールトン・ベンチュリー〈マイケル・カドリッツ〉）
- レリックハンター〜秘宝を探せ（デレク）
- ワイルドランナーX2（ハーデンベルク）

#### アニメ
- アドベンチャー・タイム
- アンデルセン・ストーリーズ（バイキング）
- 王女とゴブリン[32]
- おさるのジョージ
- カーズ・オン・ザ・ロード（ラモーン）
- キャッツ・ドント・ダンス
- ザ・リプレイス 大人とりかえ作戦（リチャード“ディック”ディアリング、リチャード・ダーリング）
- 少女チャングムの夢（大陸旅館の主人）
- ターザン&ジェーン（マーカス）
- ドリーミーファンタジー 僕は君の家族!（大尉）
- スーパー・ロボット・モンキー・チーム・ハイパーフォース GO!（オットー）
- バットマン/マスク・オブ・ファンタズム（医者）
- フリージ（ギャングA、男性客A）
- ベン10 エイリアンフォース（ハイブリード、ラインラシル3世）
- プレーンズ（チャグ）
- プレーンズ2/ファイアー&レスキュー（チャグ）
- ポパイの大冒険〜海にひそむ謎を追え!〜（ブルート）
- マウス・タウン ロディとリタの大冒険（ホワイティ）
- ミニオンズ フィーバー（子分C[36]）
- メリダとおそろしの森（マクガフィン卿）

#### テレビ番組
- ホテル・ヘル 熱血!再生プロジェクト（ケン・ピシオッタ）
- UFC登竜門 ジ・アルティメット・ファイター ヘビー級バトル（マーカス・ジョーンズ）

### その他コンテンツ
- 大マジカル頭脳パワー!!スペシャル「マジカルミステリー劇場」（1991年）
- 機動戦士ガンダム0079カードビルダー（デメジエール・ソンネン）
- DVDドキュメンタリー 筑波海軍航空隊（2015年、朗読）